# Salvia carreyesii

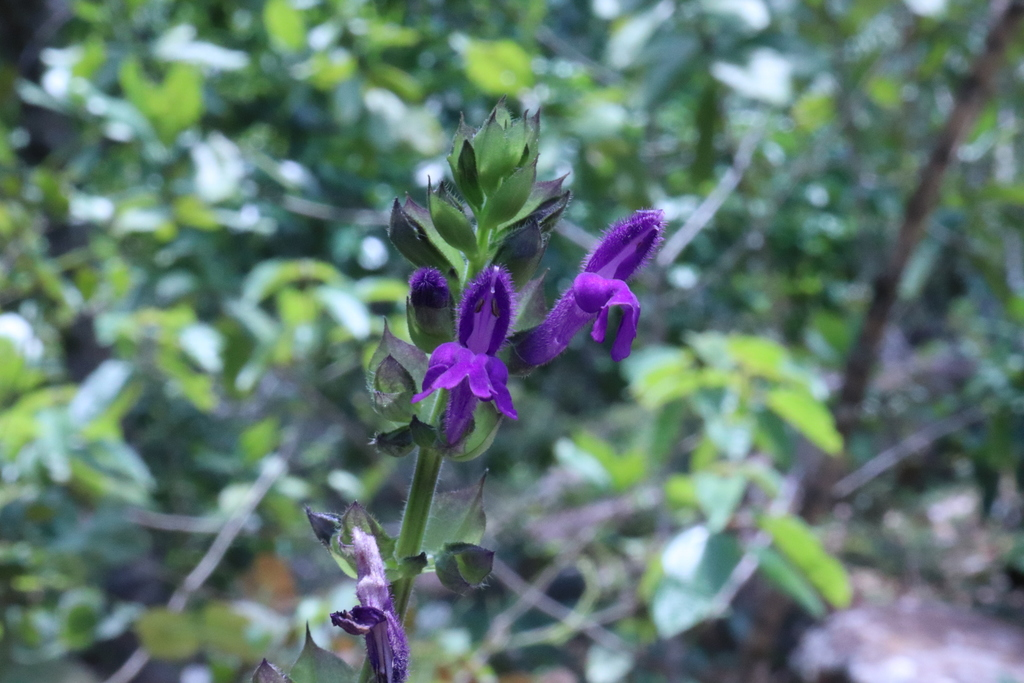
Vista frontal de Salvia carreyesii.

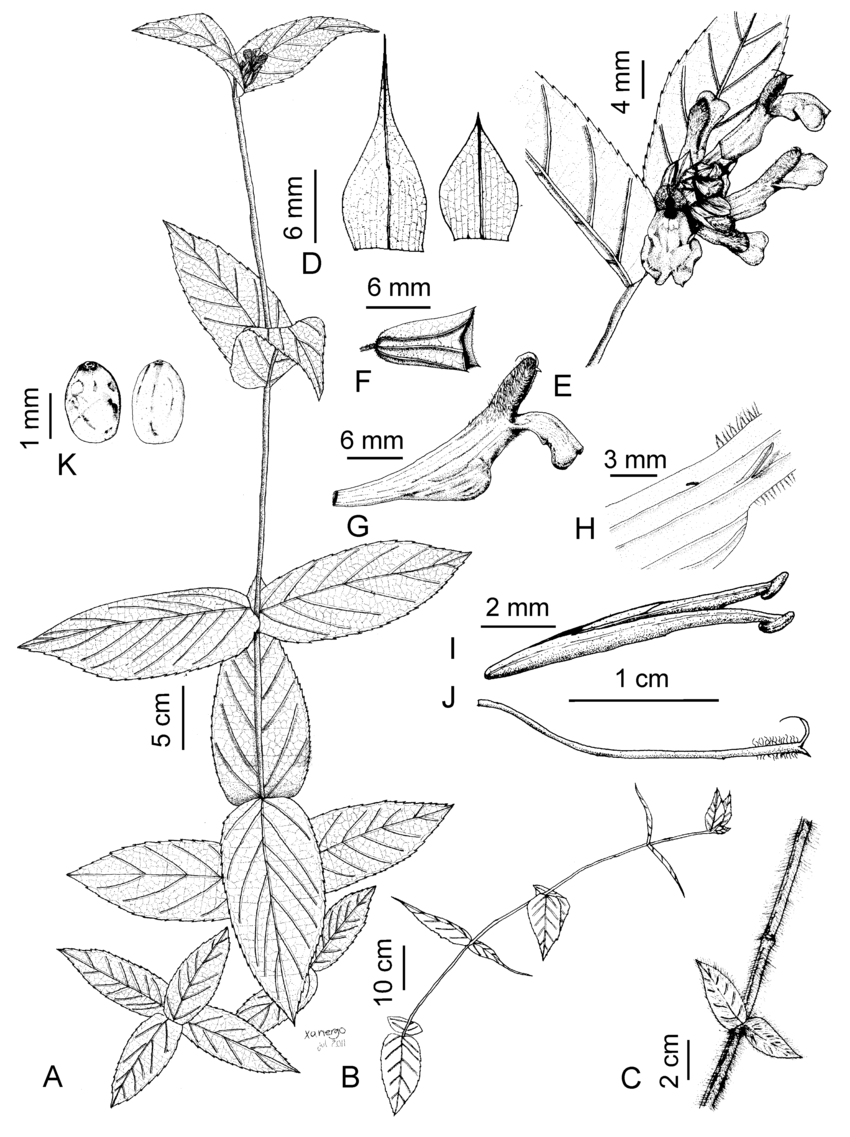
Ilustración botánica de Salvia carreyesii.

Salvia carreyesii es una planta endémica de Jalisco y el occidente de México perteneciente a la familia de las lamiáceas.

## Descripción
Hierbas perennes, erectas en estado juvenil y gradualmente inclinadas hasta alcanzar una postura postrada que enraíza en los nudos, de 30-80 cm de largo; tallos escasamente puberulentos a glabros en ejemplares maduros (puberulentos a densamente hirsutos con pelos blancos o frecuentemente amarillos en ejemplares inmaduros); entrenudos de 6-12 cm de largo. Peciolos de 0-3.5 mm de largo (hojas superiores siempre sésiles), generalmente glabros o a veces puberulentos. Láminas foliares ovadas a anchamente oblongo-lanceoladas, de (6-)11-18 cm × (3-)6-8.5 cm, verdes, acuminadas en el ápice, redondeadas, ligeramente cordadas o a veces oblicuas en la base, las hojas superiores ocasionalmente amplexicaules (abrazan el tallo), margen serrado; ambas superficies esencialmente glabras o escasamente puberulentas, y lisas (en individuos inmaduros, las hojas están densamente cubiertas de pelos erectos amarillos o blancos en la superficie adaxial y bulladas con la superficie abaxial densamente cubierta de pelos aplastados blanco-plateados).
Inflorescencias dispuestas en racimos terminales, de (2-)4.5-10.5 cm de largo, con 4-9 verticilastros, cada uno con 6 a 12 flores; eje floral con pelos simples erectos y escasos pelos glandulares capitados más cortos. Brácteas florales caducas, ovadas, de (6-)11-18 × (3-)6-8.5 mm, verdes, glabras excepto en el margen, que es corto y escasamente ciliado, acuminadas a cuspidadas en el ápice, truncadas en la base, margen entero. Pedicelos de 3-4 mm de largo, hirtelos y con pequeños pelos glandulares capitados. Cáliz de 8-9 × 5-6 mm, no acrescente, verde, hirtelo y con pelos glandulares capitados en las venas, escasamente cubierto de pelos cónicos diminutos en la superficie interna; labio superior con 3 venas, labios de igual longitud y agudos.
Corola violeta oscuro con guías de néctar blancas en el labio inferior a nivel de la garganta, escasamente pilosa en el labio superior y en la superficie abaxial del inferior; tubo de 1.7-1.8 × 4-5 mm, ventricoso, no invaginado, internamente glabro. Labio superior de 5-6 mm de largo; labio inferior de 5-8 × 6 mm. Estambres incluidos; filamentos de 2-3 mm de largo; conectivo de 7-8 mm de largo, no geniculado, no evidentemente dentado; tecas de 1-2 mm de largo; estaminodios presentes, representados por una pequeña papila ubicada arriba y detrás del punto de inserción de cada filamento en el tubo de la corola. Cuerno ginobásico de 1-1.2 mm de largo; estilos de 2-2.2 cm de largo, ligeramente sigmoideos (las curvas siguen la forma de la corola), escasamente pilosos en el ápice; rama inferior aguda. Núculas ovoides, de 1.5-1.8 × 1-1.3 mm, de color marrón pálido moteado con manchas marrón oscuro, glabras y lisas.
Salvia carreyesii se distingue por tener dos morfologías vegetativas totalmente distintas entre las plantas maduras y las inmaduras. Las plantas inmaduras están erguidas con tallos pubescentes a densamente hirsutos, hojas buladas densamente cubiertas de pelos blancos o amarillos en la parte superior y abundantes pelos blanquecinos en la parte inferior. Los ejemplares maduros en floración se inclinan y tienden a la postración, sin pelos y las hojas son lisas. Otra característica distintiva son las hojas sésiles o subsésiles, cálices y receptáculos con pelos glandulares-capitados, corolas violeta oscuro.

## Distribución y hábitat
Se recolectó en un camino sin pavimentar entre Puerto Vallarta y El Cuale, cerca del río El Nogalito en Jalisco, México. Habita en ecotonos que van desde semicaducifolios tropicales y bosques de encino de 980 a 1100 m, generalmente cerca de agua corriente. Comparte hábitat con Ardisia compressa Kunth, Cecropia obtusifolia Bertol., Croton suberosus Kunth, Hedyosmum mexicanum C. Cordem., Myrica cerifera (L.) Small, Podocarpus reichei J. Buchholz et N. E. Gray y Euphorbia peritropoides (Millsp.) V. W. Steinm. Probablemente florece y da frutos entre septiembre y principios de diciembre.

## Taxonomía
Pertenece al género Salvia, el epíteto carreyesii es la combinación de los apellidos de Pablo Carrillo Reyes, quien recolectó la planta por primera vez.
El nombre completo registrado ante el Índice Internacional de Nombres de las Plantas (IPNI) es:
Salvia carreyesii J.G.González, Revista Mex. Biodivers. 84(1): 8 (2013).